# Réaction de Staudinger
La réaction de Staudinger, découverte par Hermann Staudinger en 1919, est une réaction chimique dans laquelle un azoture organique réagit avec un dérivé de phosphore(III), en général une phosphine, pour former un iminophosphorane. Le plus souvent, on ajoute de l'eau pour hydrolyser l'iminophosphorane intermédiaire ce qui conduit à l'obtention d'une amine primaire.

## Mécanisme
La phosphine s'additionne sur le groupe azido et forme ainsi un phosphazène qui élimine une molécule d'azote pour conduire à l'iminophosphorane.

## Discussion
La réaction de Staudinger est une méthode très douce pour réduire les azotures en amine primaire. Le principal inconvénient est qu'il est souvent difficile d'éliminer l'oxyde de phosphine formé lors de l'hydrolyse. C'est une des raisons pour lesquelles on utilise généralement l'hydrogénation catalytique pour réduire un azoture lorsque la molécule ne comporte pas d'autres groupes fonctionnels hydrogénolysables.